# Чугузел
Чугузел (рум. Ciuguzel) — село у повіті Алба в Румунії. Входить до складу комуни Лопадя-Ноуе.
Село розташоване на відстані 269 км на північний захід від Бухареста, 31 км на північний схід від Алба-Юлії, 58 км на південь від Клуж-Напоки.

## Населення
За даними перепису населення 2002 року у селі проживали 655 осіб, з них 654 особи (99,8%) румунів. Рідною мовою 654 особи (99,8%) назвали румунську.